# Fuente Crown
La Fuente Crown es una obra interactiva de arte público y vídeoescultura radicada en el parque del Milenio de Chicago, localizado en el área comunitaria conocida como The Loop. Diseñada por el artista español Jaume Plensa y creada por Krueck and Sexton Architects, la obra fue mostrada en público por primera vez en julio de 2004. Está formada por una piscina de escasa profundidad de granito negro, con una lámina de agua reflectante entre dos torres de ladrillo de vidrio. Las torres tienen una altura de 50 pies (15 m), y disponen de diodos luminosos (ledes) para mostrar vídeos digitales en las caras que dan a la piscina de granito. El diseño y la construcción tuvieron un coste de 17 millones de USD. De mayo a octubre funciona generalmente con agua, que cae en cascada de forma intermitente por las dos torres y chorrea a través de una boquilla abierta en la parte frontal de cada torre.
Vecinos y críticos la ha elogiado por motivos artísticos y de entretenimiento. Incorpora alguno de los temas y motivos constantes en la obra de Plensa, como es el dualismo que se manifiesta en la luz y el agua, y se extiende a la tecnología del vídeo. La forma como se sirve del agua es única si se compara con cualquier otra fuente de Chicago, por el modo en que promueve la interacción física entre el público y el agua. La fuente tanto como el propio parque permite un alto grado de accesibilidad, gracias a su diseño universal.
La fuente también ha sido motivo de controversia en mayor medida que cualquier otra de las obras realizadas en el parque. Antes incluso  de que se iniciara su construcción hubo dudas sobre su altura, que podría violar la tradición estética del parque. Una vez concluida surgió una polémica por la instalación de cámaras de vigilancia en lo alto de la fuente, inmediatamente retiradas por las protestas públicas.
Pero tras estos polémicos comienzos la fuente se ha abierto camino en la cultura popular de Chicago, al convertirse en un lugar de encuentro y de mucho atractivo para los fotógrafos. Además, aunque algunos de los vídeos muestran paisajes, son más notables los que presentan rostros de los propios ciudadanos, de modo que son muchos los que visitan la fuente con la esperanza de ver sus caras proyectadas en alguna de las dos pantallas de la fuente. Asimismo, funciona como área pública de juegos y ofrece a los visitantes la posibilidad de escapar de las altas temperaturas del verano, además de permitir que los niños jueguen con el agua de la fuente.

## Concepto y diseño

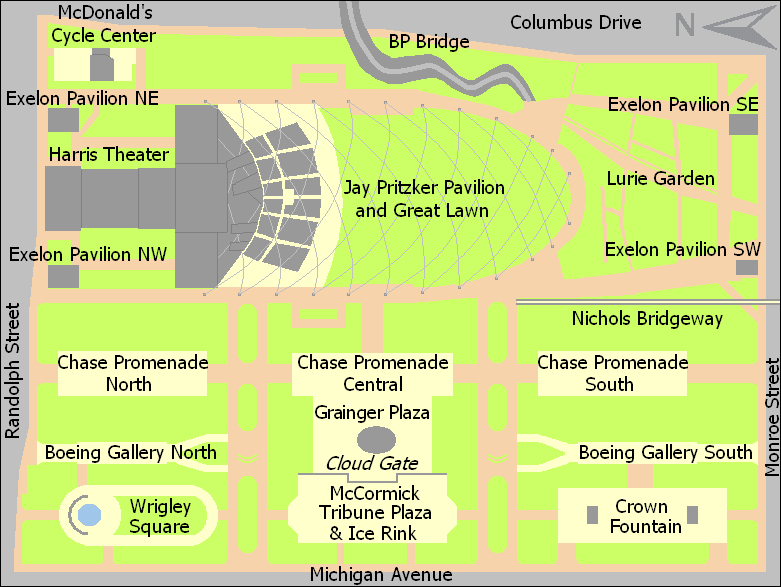
Mapa del parque del Milenio, donde se aprecia en la parte inferior derecha la fuente Crown.

La fuente Crown está ubicada al este de la avenida Míchigan y su Historic Michigan Boulevard District; al norte de la calle Monroe y el Instituto de Arte de Chicago; y al sur de la calle Madison, en el área comunitaria Chicago Loop, entre el lago Míchigan y el distrito financiero de la ciudad. Forma parte del Parque del Milenio que a su vez integra al Grant Park, comúnmente referido como el «patio delantero de Chicago». Hasta 1997 la zona ocupada por el Parque del Milenio era usada por la Illinois Central Railroad y contenía playas de maniobras y estacionamientos. Desde entonces ha pasado a ser una de las atracciones turísticas más visitadas de Chicago junto con el muelle Navy Pier. Cabe agregar que hacia el norte de la fuente pueden observarse el Aon Center, la Two Prudential Plaza y la One Prudential Plaza, tres de los edificios más elevados de Estados Unidos.

### Elección del diseño
En diciembre de 1999, tras acordar la inversión en una fuente en el Parque del Milenio, el empresario Lester Crown y su familia coordinaron el desarrollo de estudios de tecnologías del agua, además de organizar un concurso informal para elegir un diseño e implicarse en la toma de decisiones relacionadas con la ingeniería, sin tomar en consideración a las autoridades del parque.
Aunque los Crown no tenían predilección por algún artista o arquitecto en específico, desde un inicio se mostraron interesados en un diseño contemporáneo y solicitaron recomendaciones a partir de una lista de prospectos. Los finalistas fueron Maya Lin, con un diseño de fuente horizontal; Robert Venturi, cuya obra vertical se extendía hasta 150 pies (46 m); y Jaume Plensa, con una escultura de vídeo. La propuesta de este último quedó seleccionada en enero del año 2000. Cabe mencionar que entre sus ideas descartadas para el proyecto se incluían algunos diseños inspirados en la fuente de Buckingham. Plensa complementó la presentación de su iniciativa con fotografías históricas de fuentes  desde la Edad Media hasta el siglo XX, y expresiones faciales animadas por computadora, mientras exponía el uso histórico, artístico y filosófico de estas obras arquitectónicas.

### Diseño artístico

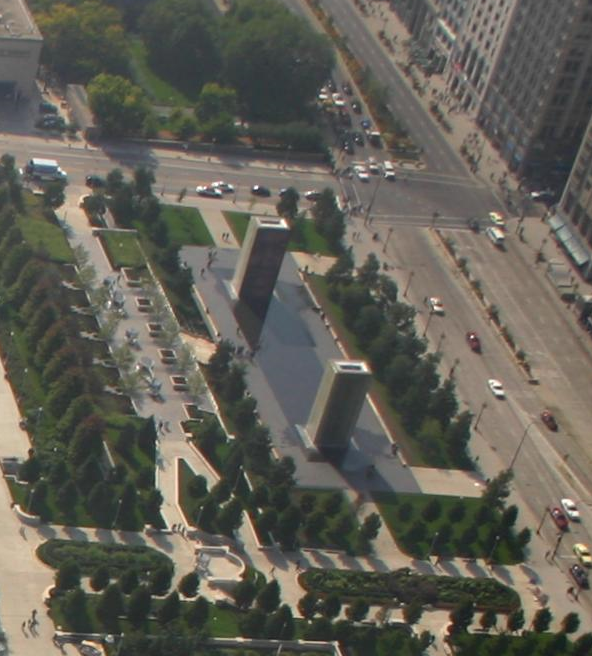
Las torres opuestas de de altura representan el concepto de dualismo de Plensa.

Las obras predecesoras de Plensa ejemplifican su interés en el dualismo artístico, al incorporar los elementos visibles del conjunto dentro de contenedores y espacios vacíos, a manera de que los espectadores puedan observarlos desde el exterior.
En los años 1990, completó varias esculturas a la intemperie en donde exploraba el uso de la luz (como ejemplos figuran The Star of David (1998) en la Raoul Wallenberg Square, en Estocolmo, y Bridge of Light (1998) en Jerusalén), y la tecnología con diodos ledes, vídeos y gráficos por computadora (Gläserne Seele & Mr. Net en Brandenburgo (1999–2000)). En sus obras de arte público, Plensa procuraba desafiarse a sí mismo con tal de involucrar al espectador en su creación, lo cual le dio al final la idea de la fuente Crown. Su objetivo era crear una fuente interactiva y relevante a nivel social para el siglo XXI. Ya que el agua es el elemento principal de una fuente, y dado que Chicago, en especial el parque del Milenio, es afectado de una forma notable por la línea de costa cercana, Plensa buscó crear una obra perpetua de agua para complementar las inspiraciones naturales de la zona. Además, sabía que los inviernos fríos son comunes en la ciudad, por lo que instituyó una fuente que permanecería vibrante cuando el agua estuviese inactiva en la época invernal, y así también constituiría una experiencia de luces y tecnología con vídeos. El autor explora el dualismo al situar dos rostros elegidos aleatoriamente y que «dialogan» entre sí. Plensa sintió que al incorporar rostros humanos, podía representar la diversidad de la ciudad, tanto el origen étnico como la edad de sus habitantes. Por medio de la actualización de las imágenes exhibidas, que duran apenas algunos segundos, su creador intenta describir la evolución sociocultural de Chicago. La fuente Crown ha pasado a convertirse en parte de la cultura popular de la ciudad; como ejemplo, los primeros episodios de la serie televisiva Prison Break contienen tomas de la fuente.
Plensa concibe que el desafío inherente para que una obra de arte público se vuelva exitosa consiste en integrar al espectador en una relación interactiva con el elemento artístico. La fuente es conocida por permitir que los visitantes se deslicen y chapoteen en la piscina reflectante, o que se coloquen debajo de los chorros de agua que caen en forma de cascada. De alguna manera, esta interactividad surgió de manera accidental. Si bien la ciudad planeaba algún tipo de interacción entre la gente y la fuente, el hecho de que se convirtiera en un parque acuático para niños sorprendió al propio Plensa. Desde entonces, cada vez que el Servicio Meteorológico de Estados Unidos decreta recomendaciones para mitigar las altas temperaturas, y que el gobernador de Illinois declara los edificios de oficinas estatales como «centros refrigerados» oficiales en el día, la prensa nacional enlista a la fuente Crown como un «respiro» para los habitantes del área metropolitana de Chicago.

### Producción del vídeo
Se le pidió a un aproximado de 75 organizaciones étnicas, sociales y religiosas de Chicago que propusieran candidatos, cuyos rostros serían fotografiados para integrarse en la interactividad de la fuente. Se los eligió de escuelas, iglesias y grupos comunitarios municipales. Las primeras tomas fotográficas comenzaron en 2001, en el centro del campus de la escuela del Instituto de Arte de Chicago (SAIC). Los estudiantes de ahí grabaron a los sujetos elegidos de ahí con una videocámara de alta definición HDW-F900, con un valor ascendente a 100 000 USD; este mismo tipo de cámara se usó para la producción de las tres precuelas de Star Wars. Se eligió esta cámara debido a la magnitud del proyecto. Debido a que las proporciones de las imágenes conseguidas eran equiparables a las de una pantalla de cine, con una anchura mayor a su altura, se optó por posicionar el equipo sobre uno de sus costados durante la filmación. Unos 20 alumnos de SAIC tomaron un curso informal sobre arte público para el proyecto. También participaron en la producción del video la comunidad estudiantil y el profesorado del Columbia College Chicago.
Cada rostro que aparece en la escultura es exhibido por cinco minutos, para lo cual se usan segmentos de vídeos diferentes de 80 segundos cada uno. Se reproduce una sección de 40 segundos a un tercio de la velocidad hacia atrás y hacia adelante, con lo que ese segmento llega a un total de 4 minutos. Luego un segmento adicional, donde se frunce la boca, es reducido a 15 segundos, seguido por otra sección donde el agua aparece de en medio de la boca abierta, la cual dura 30 segundos. Finalmente, el agua deja de chorrear cuando aparece una sonrisa en el rostro por alrededor de 15 segundos. De los 1051 individuos grabados, se utilizaron 960 filmaciones para el proyecto. Al principio, se dijo que el conjunto de imágenes capturadas era el comienzo de un nuevo vídeo, pero no se supo más al respecto.
Para lograr el efecto de que el agua pareciera salir realmente de la boca de las personas grabadas, cada vídeo tiene un segmento donde aparecen los labios fruncidos de cada sujeto. Esta sección es cronometrada para que coincida con el chorreo de agua, parecido a las fuentes tipo gárgola. Un aspecto importante es que en ningún momento aparecen el cabello o las orejas de ninguno de los fotografiados. Ya que no existen trípodes diseñados para fijar las cámaras en uno de sus costados, se utilizó una silla ajustable de peluquero/dentista para reducir el movimiento de la cámara, en pleno estado del arte durante la grabación. No obstante, en algunos casos se requirió edición digital para simular el fruncimiento de los labios en la ubicación exacta. Los responsables de edición tuvieron que hacer más estrechos varios rostros, con tal de que las bocas estuvieran situadas apropiadamente. Igualmente se corrigió el color para añadir más brillo, contraste y saturación a las tomas. Los segmentos finales tuvieron que ajustarse para que la luz del sol no afectara la visibilidad de las imágenes.

## Construcción e ingeniería
La familia Crown, que le da nombre a la fuente, donó 10 de los 17 millones USD usados para la construcción y diseño de la escultura. La familia Goodman, conocida por fundar el Teatro Goodman, también contribuyó de forma importante a la causa; el costo total se reunió enteramente por medio de donaciones privadas. Al comienzo, se estipulaba que el costo total sería de 15 millones USD.
Krueck and Sexton Architects accedió a construir la escultura, luego de que otras dos firmas arquitectónicas rechazaran hacerlo. Krueck and Sexton no estaba especializada en el arte público, sino más bien en proyectos como el Spertus Institute. La colaboración entre el artista y el equipo de consultores y arquitectos fue crucial para la culminación de la obra. La piscina reflectante a base de granito negro de la fuente mide 48x232 pies (15x71 m) y tiene un fondo de 0,25 pulgadas (6 mm). Exhibe vídeos en dos pantallas led, cada una encapsulada en una torre de ladrillo de vidrio que mide 50x23x16 pies (equivalentes a 15x7x4,9 m). Para soportar la carga de las torres, con una altura de 50 pies (15 m), la empresa diseñó estructuras especiales de acero inoxidable, que igualmente le proporcionaron resistencia a las paredes contra fuertes corrientes de viento. Estas estructuras sostienen todos los bloques de vidrio y transfieren la carga a la base en un patrón de zigzag. Algunas varillas de 0,5 pulgadas (13 mm) de diámetro se hallan ancladas en la estructura y sobresalen en la misma para proporcionarle una estabilidad lateral; para darle un mayor soporte a las torres, se colocó una serie de ménsulas triangulares en las esquinas.
A su vez, L. E. Smith Glass Company se encargó de producir 22 500 bloques de vidrio, cuyo tamaño era cercano al del límite superior del vidrio prensado, formados a partir de moldes de vidrio y hierro fundido. Se usó arena y ceniza de sosa, calentadas a una temperatura de 2600 grados Fahrenheit (1427 °C), y «combinadas» con una bola grande de barro, parecida a un balancín de miel. En lugar de utilizar un émbolo estándar para asegurar que el vidrio que sobraba de la vara se extendiera a las esquinas del molde, optaron por considerar mejor los efectos de la gravedad. El molde completo era recocido (recalentado en un horno a 1100 grados Fahrenheit (593 °C)) y luego enfríado. En los cuatro meses que duró su producción, se crearon 350 bloques por día. El vidrio se fabricó en una industria ubicada en Mount Pleasant, Pensilvania, y se incorporó en pequeñas secciones de la estructura. Cada sección fue transportada, por medio de camiones, desde la planta mencionada en el área metropolitana de Pittsburgh. Existen siete secciones, aproximadamente, por cada cara de cada torre. El vidrio resultante es de color blanco, distinto al verde típico que suele presentarse por las impurezas del hierro. De acuerdo al sitio Archidose.org, si bien esto significó que las pantallas tendrían una claridad de imagen mayor, también las volvieron susceptibles a que la suciedad fuese más visible. Cada bloque tiene una capa de cristal de 5x10x2 pulgadas (130x250x51 mm) lo suficientemente delgada como para evitar la distorsión de la imagen. En cada bloque, una de las seis caras está pulida, mientras que las otras cinco se hallan texturizadas.
La estructura para los bloques representó un desafío. En primera instancia, el equipo de diseño había considerado usar bloques de plástico, hasta que se percataron de la existencia de Circle-Redmont Inc., una compañía especializada en paneles de vidrio prefabricados, radicada en Melbourne, Florida, que además tiene conocimientos de sistemas de paneles estructurales de vidrio. Entre sus trabajos están algunos paneles de vidrio estructural para la banqueta del Metro de Nueva York. Circle-Redmont ideó colocar rejillas que descansaran sobre sus costados, para que actuaran como elementos de construcción. Las rejillas individuales tienen una altura de 5 pies (2 m) y ya sea una anchura de 16 pies (5 m) o 23 pies (7 m), con una capacidad para albergar un promedio de 250 bloques cada una, por celda. Cada torre está integrada por 44 rejillas apiladas y soldadas. Tanto la refracción del vidrio como la delgadez del metal hacen que las rejillas sean virtualmente invisibles al ojo público.
La fuente usa 11 000 galones imperiales (50 000 litros) de agua por hora, de los cuales un 97% es reciclado por el propio sistema de la escultura. Para hacer que el agua chorreara, originalmente contemplaron omitir un azulejo led en cada pared, aunque luego pensaron que esto afectaría la visibilidad de las proyecciones, pues al aparecer los rostros se hubiese mirado como si los sujetos del vídeo hubieran perdido un diente. Por lo tanto, como alternativa, se empotró 6 pulgadas (152 mm) un azulejo por cada torre, para permitir la instalación de una tubería de 1 pulgada (25 mm) para la boquilla del agua. El agua por lo general se derrama sobre la fuente y baja por los lados de las torres, y chorrea de forma intermitente por medio de la boquilla. Dos accesorios personalizados contribuyen a la visión artística de la fuente: un bloque de vidrio personalizado ubicado en el borde superior, cuyo propósito es guiar el descenso del agua mientras permanece oculto, y el otro consiste en una boquilla de plástico equipada a la estructura de acero inoxidable, con el fin de controlar el flujo de agua y reducir el riesgo de heridas para los que acuden a interactuar con la fuente. Hay que señalar que los participantes más activos en la fuente son niños, que suelen jugar debajo de la cascada o donde cae el chorro de agua desde la boquilla. El diseño implicó también la consideración del riesgo de que el chorro de agua pudiese lastimar a alguien con el propio flujo.
La fuente utiliza más de un millón de ledes. La superficie interna de cada torre usa 147 pantallas más pequeñas con un total de 264 480 puntos led (cada uno con dos ledes rojos, uno azul y dos verdes). La demanda física de las pantallas led, en particular de los bulbos verde, rojo y azul de larga duración, así como el sistema de circuitos requerido para la obra, trajeron consigo tres obstáculos: debía ofrecerse apoyo a la estructura física, evitar el sobrecalentamiento y optimizar la perceptibilidad de la pantalla. En anteriores proyectos, Plensa utilizó accesorios led, por lo que ya conocía las problemáticas a resolver. La estructura led no se apoya como si fuese un simple muro (que tendría una altura de 50 pies (15 m)), sino de varios segmentos que son percibidos como bandas horizontales visibles a cada tantos pies/metros: ahí se muestra dónde es que se apoya el equipo led. Respecto al calor generado, existen abanicos que enfrían el aire en el fondo, de tal forma que este sistema funciona en toda la torre, ventilándola. Finalmente, se determinó que la solución óptima para la perceptibilidad era el uso de luces led de 2 pulgadas (51 mm) de largo detrás del cristal.
Se eligieron ledes ya que se los percibió como la opción más económica de mantenimiento, para arreglar posibles problemas en cuanto a cambios de color de los bulbos. Los ledes funcionan con un circuito eléctrico que se ilumina mediante el movimiento de electrones en el material semiconductor, lo cual hace innecesario el uso de un filamento. Así los bulbos nunca se quemarán si se ponen muy calientes. Se añadieron también aletas a las pantallas para evitar que la luz solar le pegara directamente a los ledes. Se usaron 12 accesorios led de Color Kinetics (ahora parte de Philips Solid-State Lighting Solutions, denominado Philips Color Kinetics) ColorBlast para iluminar las estructuras y el vidrio de la torre con tal de cumplir con el concepto de Plensa, en donde las torres debían tener una apariencia clara y translúcida, para lo cual sus estructuras internas reflejan la luz desde el interior de la superficie de cristal. Los dispositivos electrónicos se diseñaron para poder adaptarse al estado del tiempo, clima y temporada de cada día, así como para estimar la longevidad y fiabilidad, con tal de cumplir con la directiva de 30 años de operación.
La piscina de 9423 pies cuadrados (875,4 m²) usó losas de concreto de 3x3 pies (0,91x0,91 m) que pesan 250 libras (113 kg). Dichas losas están apoyadas en pedestales con gatos mecánicos con tal de poder nivelarlas y acuñarlas. Debían estar perfectamente niveladas para que el agua trabajara de manera correcta, pues la fuente incorpora numerosos sensores para controlar el flujo y el nivel del agua.
En la fase de construcción, el estacionamiento subterráneo permaneció abierto. El diseño de la estructura requirió facilitar el acceso interior para eventuales obras de reparación o mantenimiento, mientras se adaptaban dos niveles del estacionamiento subterráneo para ello. Para esto, se combinó una red T-bar para absorber el peso con 150 «estabilizadores» o «abrazaderas», insertados a lo largo del muro del vídeo, para soportar los bloques de vidrio y absorber las cargas de viento. Este diseño permite que puedan removerse bloques de vidrio para su limpieza, sin interrumpir el video proyectado. El aire filtrado en el interior de las torres ayuda a minimizar la necesidad de limpieza. La fuente Crown no solamente está diseñada para el acceso interior con fines de mantenimiento técnico, sino que también incorpora accesibilidad ejemplar, no discriminatoria y sin barreras, ya que su interactividad no se limita a personas sin incapacidades físicas. La fuerza del agua es un factor para el número total de posibles visitantes interactivos.

## Inauguración y funcionamiento

### Apertura
Apenas acabó la construcción de la vídeoescultura, esta se evaluó formalmente el 18 de mayo de 2004, sin poner en funcionamiento el sistema de agua de la fuente. Al principio, Plensa planeaba que cada rostro apareciera 13 minutos, hasta llegado el momento de poner a prueba la obra. Los profesores del SAIC lo convencieron de que los vídeos debían durar solamente 5 minutos.
La fuente se mostró por primera vez al público entre el 16 y 18 de julio, en plena celebración por la apertura del parque del Milenio en 2004, que fue patrocinado por J.P. Morgan Chase & Co. En ese entonces, la fuente Crown, al igual que la cercana Cloud Gate, estaba incompleta ya que solamente 300 de los vídeos estaban listos para ser exhibidos en las pantallas de la obra. Fue abierta oficialmente el 24 de julio de 2004, como parte de una fiesta privada para recaudar fondos, que llegó a tener ganancias por 3 millones USD, a beneficio del Millennium Park Conservancy Fund.

### Funcionamiento
El centro de mando que rige la sincronización de las imágenes, el flujo de agua, y el color y la intensidad de la iluminación, se halla debajo de una de las dos torres, en una habitación con una área de 550 pies cuadrados (51 m²). Ahí se hospedan los servidores que soportan el vídeo de alta definición, al igual que el equipo de sensores de temperatura. Los vídeos con los rostros están guardados en archivos de computadora, alojados a su vez en discos duros independientes. Por lo general, los programas informáticos desempeñan tareas automáticas, como determinar cuándo se fruncirá uno de los rostros, o si el clima es apropiado, o cuándo debe encenderse o apagarse el flujo de agua. El uso de imágenes de baja resolución, en vez de aquellas de una calidad más alta, resultó menos costoso y permitió una mejor exhibición para el espectador promedio. El controlador Barco elige la secuencia de rostros, una por vez, y determina una iluminación al azar para uno de los ocho colores led de cada torre, programados con un sistema Electronic Theatre Controls (ETC). Por la noche, el ETC controla la iluminación del agua de la cascada, que es atenuada por una serie de interruptores diferenciales a prueba de humedad. El centro de mando cubre una área equivalente a 26 cajones del estacionamiento subterráneo, lo cual conlleva un costo municipal de 100 000 USD al año, en cuestión de costo de oportunidad de la pérdida de ingresos.

#### Vídeoescultura
La pared interna de cada torre está animada con una exhibición continua y dinámica de luces e imágenes electrónicas. Si bien las pantallas led en las torres muestran, de manera periódica, clips de paisajes como cascadas, también aparecen los rostros de algunos habitantes de Chicago. Cerca de 1000 rostros aparecen de manera aleatoria, en un orden establecido por un controlador informático. Cada imagen aparece durante cinco minutos con un período, intercalado entre los vídeos, en donde la escultura queda sin luz. Como resultado, no más de una docena de rostros aparecen por hora en la temporada veraniega. En invierno, se muestra una versión donde se omiten las escenas del último minuto, donde los labios del rostro se fruncen, por lo que la duración se reduce a cuatro minutos en esta temporada del año. El patrón de vídeo también incluye una escena de una corriente de agua que dura tres minutos, y que es transmitida cada media hora, así como otro segmento de 30 segundos en donde la pantalla se torna negra, el cual aparece cada 15 minutos. Si todos los rostros aparecieran consecutivamente, en vez de aleatoriamente, aparecerían una vez cada 8 días. Un artículo publicado por el diario Chicago Sun-Times, en junio de 2007, apuntó que varias personas que se habían ofrecido para grabar sus rostros para la fuente, aún esperaban ver sus caras o escuchar de alguien que las hubiese visto.
El agua que chorrea de los rostros exhibidos en las torres se ve como si saliera directamente de la boca del individuo proyectado, desde una boquilla de 6 pulgadas (152 mm) de largo ubicada en el centro de cada rostro, a 12 pies (4 m) de altura de la piscina reflectante. Las imágenes aparecen diariamente a lo largo del año, mientras que el agua opera desde mayo hasta octubre, según sean las condiciones climáticas. El parque está abierto al público diariamente desde las 6 a. m. hasta las 11 p. m. (hora local de Chicago).
Cada torre está iluminada en tres de sus lados por un aproximado de 70 accesorios led que cambian de color, mientras que el lado restante de cada torre posee pantallas led de Barco. Por la noche, algunos de los vídeos son reemplazados por imágenes de la naturaleza, o por colores sólidos. También por la noche, los otros tres lados de la fuente muestran colores cambiantes. Las superficies led externas muestran, de manera aleatoria, el resplandor transparente de uno de los ocho colores junto con cada una de las caras internas opuestas. En sí, como vídeoescultura con una variedad de modos de fuente de cascada o chorreo de agua, se trata de una obra fluida y dinámica.

#### Fuente
The Crown Fountain posee ranuras y una rejilla para el drenaje (como se muestra en las imágenes a la derecha) para drenar cada minuto el agua que usa la escultura. Cuando no se proyectan vídeos, las cascadas de agua caen por cada una de las fachadas. El agua es filtrada, bombeada y puesta de nuevo en circulación a lo largo de la misma fuente. Existen habitaciones con bombas duales debajo de cada torre, que acarrean el agua desde un depósito situado en la parte subterránea de la piscina reflectante. Son en total 12 bombas mecánicas reguladas desde el cuarto de control, abajo del estacionamiento subterráneo. El agua en la piscina reflectante tiene una profundidad aproximada de 0,33 milímetros (0 plg).

## Controversias
Antes de que se terminara la fuente en 2004, el presidente del Instituto de Arte de Chicago, James Wood, creía que las torres serían muy altas, mientras que otras personas consideraban que la altura y escala del proyecto surgían de un «argumento sin solución», respecto a otros artistas del parque del Milenio. Grant Park ha estado protegido desde 1836 por una legislación que dicta que el lugar debe estar «siempre abierto, limpio y libre», sustentada por cuatro fallos previos de la Corte Suprema de Illinois. Aaron Montgomery Ward demandó a la ciudad en dos ocasiones en los años 1890, para obligarla a remover edificios y estructuras de Grant Park, y para evitar que se construyeran nuevas instalaciones ahí. A consecuencia de ello, la ciudad posee restricciones para construir edificios y estructuras en Grant Park. No obstante, la fuente Crown y el Pabellón Jay Pritzker, que tiene una altura de 139 pies (42 m), están exentas de esa restricción ya que son clasificadas como obras de arte, y no como edificios o como estructuras.
En noviembre de 2006, la fuente fue objeto de controversia una vez que la ciudad instaló cámaras de seguridad en la parte superior de cada torre. Adquiridas por medio de una concesión del Departamento de Seguridad Nacional, con valor de 52 millones USD para toda Chicago, las cámaras formaban parte de un sistema de vigilancia junto con otras ocho cámaras que cubrían todo el parque del Milenio. La ciudad decía que las cámaras, similares a las utilizadas para áreas con alto grado de criminalidad o en intersecciones de tráfico vehicular, permanecerían en las torres de forma permanente, a menos de que fuesen reemplazadas. A pesar de que los oficiales municipales habían consultado a los arquitectos que colaboraron en los diseños de las torres, no se lo había notificado de ello a Plensa. La reacción pública fue negativa: tanto la comunidad artística como algunos bloggers denunciaron las cámaras como inapropiadas y las catalogaron como una «plaga». La ciudad reveló que el propósito de las mismas eran estrictamente con fines de seguridad, así como para ayudar a los oficiales del parque a monitorear cualquier fallo eléctrico. El Chicago Tribune publicó un artículo en torno a las cámaras y la reacción pública tras su instalación; como resultado, las cámaras fueron quitadas para el día siguiente. Cabe añadirse que Plensa apoyó esta última medida.

## Respuesta crítica
The Crown Fountain, la Fontana de Trevi y la fuente Buckingham son obras que operan con agua como el Old Faithful, y constituyen ejemplos de cómo se puede atraer a la gente y enfocar su atención con el uso de agua. La fuente Crown posee mayor interactividad que otras fuentes de Chicago, entre ellas la mencionada fuente Buckingham y la Fountain of the Great Lakes y la Fountain of Time, estas dos últimas del escultor estadounidense Lorado Taft (todas en Grant Park, excepto por Fountain of Time). Otras fuentes de Chicago difieren de la fuente Crown al no permitir que el espectador pueda tocarlas; la fuente Buckingham está rodeada por una valla, mientras que las obras de Taft no permiten el contacto humano al estar separada por fosos.

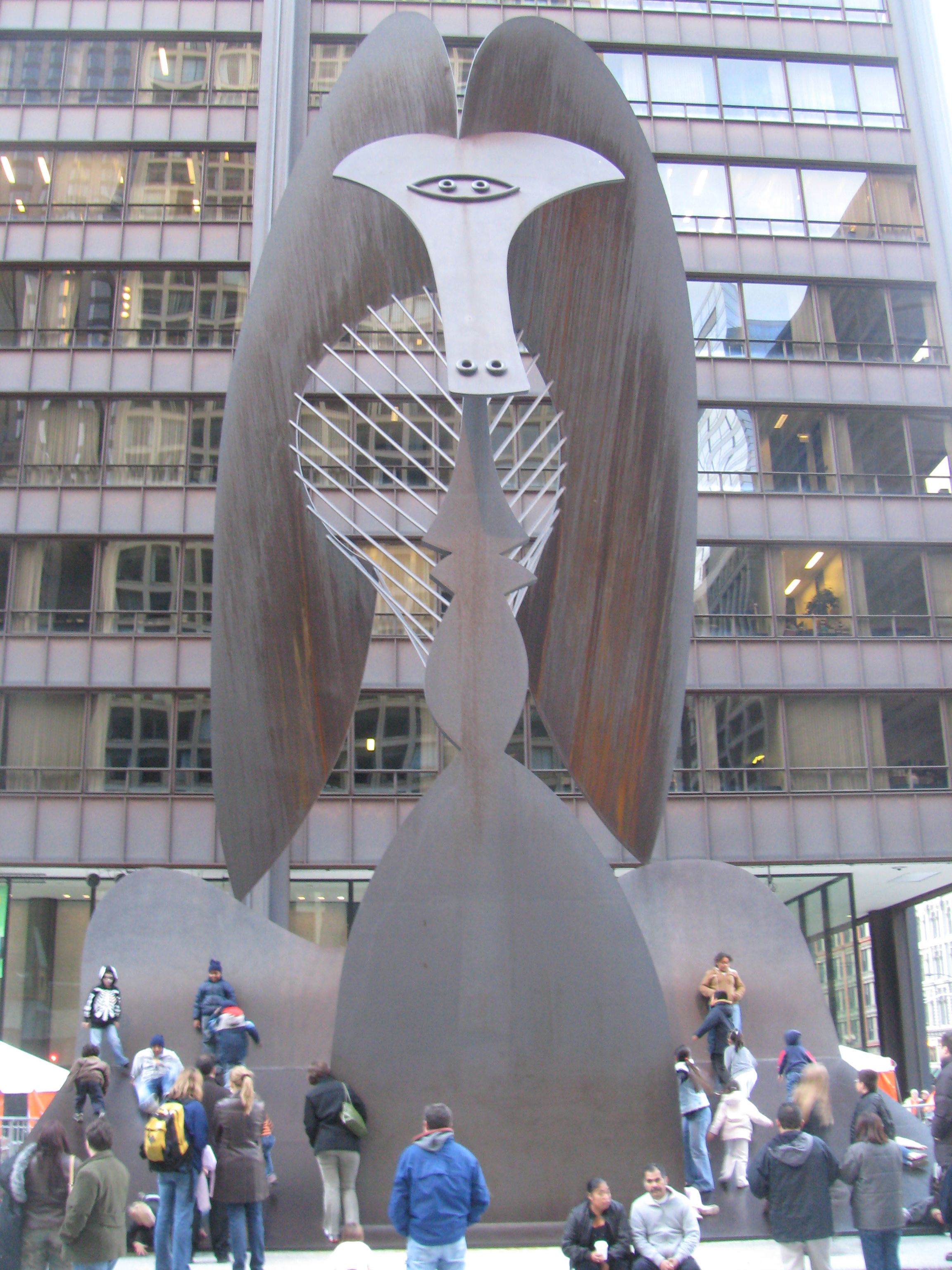
La interactividad de la fuente Crown es parecida a la del Chicago Picasso, que posee un estilo reminiscente a barras de mono.

U.S. News & World Report describe a la fuente como una obra ejemplar de entre las existentes en los numerosos parques urbanos de Chicago.  El Chicago Sun-Times calificó a la fuente como «atractiva, sociable, tecnológica y contemporánea», mientras que el New York Times señaló que era un «objeto de arte extraordinario». Frommer's la catalogó como una obra de arte pública. De acuerdo al San Francisco Chronicle, la belleza de la obra radica en que es un arte high-concept diseñado para ser disfrutado por todos sus visitantes. A su vez, el Financial Times la refiere como una «tecnofuente». Se la ha elogiado particularmente por sus características técnicas por parte de revistas especializadas, motivo que le ha llevado también a ganar varios premios. Uno de ellos es el galardón Bombay Sapphire de 2006, por su diseño con vidrio. La recepción crítica ha sido unánime en cuanto a los elogios. Un periodista del Chicago Tribune dijo que no estaba impresionado con el arte estilo JumboTron, aunque la interactividad le había recordado de una manera positiva al estilo de barras de mono de la obra Chicago Picasso.
La fuente aparece representada en la portada del libro Architecture: Art (2005), de Philip Jodidio. Si bien Plensa es considerado un artista conceptual, de acuerdo a Jodidio, éste creó un trabajo cuyos aspectos arquitectónicos son «supremos». Su ubicación yuxtapuesta con la plataforma del Historic Michigan Boulevard District, realza esos aspectos. Jodidio también mencionó que la obra era una modernización de la temática gárgola, y sintió que la escala de los rostros alargados humanizaba al trabajo y desafiaba a la arquitectura. En su opinión, las torres forman «parte integral del horizonte que ha alcanzado una rara permanencia en el arte contemporáneo».